# Campionati mondiali di biathlon 2017
I Campionati mondiali di biathlon 2017 si sono svolti a Hochfilzen, in Austria, dall'8 al 19 febbraio 2017. Tutte le gare erano valide anche ai fini della Coppa del Mondo 2017.

## Risultati

### Uomini

#### Sprint 10 km
| Pos. | Atleta               | Nazione     | Tempo   |
| ---- | -------------------- | ----------- | ------- |
| 1    | Benedikt Doll        | Germania    | 23:27,4 |
| 2    | Johannes Thingnes Bø | Norvegia    | +0,7    |
| 3    | Martin Fourcade      | Francia     | +23,1   |
| 4    | Lowell Bailey        | Stati Uniti | +29,5   |
| 5    | Ondřej Moravec       | Rep. Ceca   | +30,7   |
| 6    | Krasimir Anev        | Bulgaria    | +33,5   |
| 7    | Julian Eberhard      | Austria     | +35,3   |
| 8    | Ole Einar Bjørndalen | Norvegia    | +38,4   |
| 9    | Simon Schempp        | Germania    | +40,0   |
| 10   | Evgenij Garaničev    | Russia      | +45,1   |

11 febbraio

#### Inseguimento 12,5 km
| Pos. | Atleta               | Nazione     | Tempo   |
| ---- | -------------------- | ----------- | ------- |
| 1    | Martin Fourcade      | Francia     | 30:16,9 |
| 2    | Johannes Thingnes Bø | Norvegia    | +22,8   |
| 3    | Ole Einar Bjørndalen | Norvegia    | +25,6   |
| 4    | Anton Šipulin        | Russia      | +33,6   |
| 5    | Ondřej Moravec       | Rep. Ceca   | +33,0   |
| 6    | Lowell Bailey        | Stati Uniti | +34,7   |
| 7    | Krasimir Anev        | Bulgaria    | +38,3   |
| 8    | Julian Eberhard      | Austria     | +48,1   |
| 9    | Tarjei Bø            | Norvegia    | +52,3   |
| 10   | Simon Schempp        | Germania    | +52,4   |

12 febbraio

#### Partenza in linea 15 km
| Pos. | Atleta               | Nazione     | Tempo |
| ---- | -------------------- | ----------- | ----- |
| 1    | Simon Schempp        | Germania    |       |
| 2    | Johannes Thingnes Bø | Norvegia    |       |
| 3    | Simon Eder           | Austria     |       |
| 4    | Anton Šipulin        | Russia      |       |
| 5    | Martin Fourcade      | Francia     |       |
| 6    | Lowell Bailey        | Stati Uniti |       |
| 7    | Dominik Landertinger | Austria     |       |
| 8    | Fredrik Lindström    | Svezia      |       |
| 9    | Benedikt Doll        | Germania    |       |
| 10   | Arnd Peiffer         | Germania    |       |

19 febbraio

#### Individuale 20 km
| Pos. | Atleta               | Nazione     | Tempo   |
| ---- | -------------------- | ----------- | ------- |
| 1    | Lowell Bailey        | Stati Uniti | 48:07,4 |
| 2    | Ondřej Moravec       | Rep. Ceca   | +3,3    |
| 3    | Martin Fourcade      | Francia     | +21,2   |
| 4    | Erik Lesser          | Germania    | +32     |
| 5    | Serhij Semenov       | Ucraina     | +38,6   |
| 6    | Michal Krčmář        | Rep. Ceca   | +43,6   |
| 7    | Anton Šipulin        | Russia      | +43,9   |
| 8    | Johannes Thingnes Bø | Norvegia    | +1:11,9 |
| 9    | Lars Helge Birkeland | Norvegia    | 1:14,3  |
| 10   | Benjamin Weger       | Svizzera    | 1:22,8  |

16 febbraio

#### Staffetta 4x7,5 km
| Pos. | Nazione     | Atleti                                                                        | Tempo |
| ---- | ----------- | ----------------------------------------------------------------------------- | ----- |
| 1    | Russia      | Aleksej Volkov Maksim Cvetkov Anton Babikov Anton Šipulin                     |       |
| 2    | Francia     | Jean-Guillaume Béatrix Quentin Fillon Maillet Simon Desthieux Martin Fourcade |       |
| 3    | Austria     | Daniel Mesotitsch Julian Eberhard Simon Eder Dominik Landertinger             |       |
| 4    | Germania    | Erik Lesser Benedikt Doll Arnd Peiffer Simon Schempp                          |       |
| 5    | Italia      | Lukas Hofer Dominik Windisch Giuseppe Montello Thomas Bormolini               |       |
| 6    | Ucraina     | Artem Pryma Serhij Semenov Vladimir Semakov Dmytro Pidručnyj                  |       |
| 7    | Stati Uniti | Lowell Bailey Leif Nordgren Tim Burke Sean Doherty                            |       |
| 8    | Norvegia    | Ole Einar Bjørndalen Emil Hegle Svendsen Tarjei Bø Johannes Thingnes Bø       |       |
| 9    | Bulgaria    | Krasimir Anev Anton Sinapov Michail Kletcherv Vladimir Iliev                  |       |
| 10   | Rep. Ceca   | Tomáš Krupčík Ondřej Moravec Michal Šlesingr Michal Krčmář                    |       |

18 febbraio

### Donne

#### Sprint 7,5 km
| Pos. | Atleta               | Nazione    | Tempo   |
| ---- | -------------------- | ---------- | ------- |
| 1    | Gabriela Soukalová   | Rep. Ceca  | 19:12,6 |
| 2    | Laura Dahlmeier      | Germania   | +4,0    |
| 3    | Anaïs Chevalier      | Francia    | +25,1   |
| 4    | Lisa Vittozzi        | Italia     | +25,3   |
| 5    | Federica Sanfilippo  | Italia     | +31,9   |
| 6    | Vanessa Hinz         | Germania   | +37,9   |
| 7    | Marie Dorin          | Francia    | +42,8   |
| 8    | Anastasija Kuz'mina  | Slovacchia | +44,0   |
| 9    | Célia Aymonier       | Francia    | +53,9   |
| 10   | Anastasija Merkušyna | Ucraina    | +55,3   |

10 febbraio

#### Inseguimento 10 km
| Pos. | Atleta               | Nazione     | Tempo   |
| ---- | -------------------- | ----------- | ------- |
| 1    | Laura Dahlmeier      | Germania    | 28:02,3 |
| 2    | Dar"ja Domračava     | Bielorussia | +11,6   |
| 3    | Gabriela Soukalová   | Rep. Ceca   | +16,6   |
| 4    | Irina Starych        | Russia      | +35,9   |
| 5    | Justine Braisaz      | Francia     | +36,1   |
| 6    | Marie Dorin          | Francia     | +36,3   |
| 7    | Kaisa Mäkäräinen     | Finlandia   | +37,2   |
| 8    | Anastasija Merkušyna | Ucraina     | +48,5   |
| 9    | Célia Aymonier       | Francia     | +57,7   |
| 10   | Dorothea Wierer      | Italia      | +1:02,9 |

12 febbraio

#### Partenza in linea 12,5 km
| Pos. | Atleta             | Nazione     | Tempo |
| ---- | ------------------ | ----------- | ----- |
| 1    | Laura Dahlmeier    | Germania    |       |
| 2    | Susan Dunklee      | Stati Uniti |       |
| 3    | Kaisa Mäkäräinen   | Finlandia   |       |
| 4    | Gabriela Soukalová | Rep. Ceca   |       |
| 5    | Teja Gregorin      | Slovenia    |       |
| 6    | Julija Džyma       | Ucraina     |       |
| 7    | Marie Dorin        | Francia     |       |
| 8    | Dorothea Wierer    | Italia      |       |
| 9    | Alexia Runggaldier | Italia      |       |
| 10   | Paulína Fialková   | Slovacchia  |       |

19 febbraio

#### Individuale 15 km
| Pos. | Atleta               | Nazione       | Tempo   |
| ---- | -------------------- | ------------- | ------- |
| 1    | Laura Dahlmeier      | Germania      | 40:30.1 |
| 2    | Gabriela Soukalová   | Rep. Ceca     | +24,7   |
| 3    | Alexia Runggaldier   | Italia        | +1:45,6 |
| 4    | Mari Laukkanen       | Finlandia     | +1:56,8 |
| 5    | Ekaterina Avvakumova | Corea del Sud | +2:03,6 |
| 6    | Susan Dunklee        | Stati Uniti   | +2:06,8 |
| 7    | Maren Hammerschmidt  | Germania      | +2:27,5 |
| 8    | Vanessa Hinz         | Germania      | +2:45,5 |
| 9    | Julija Džyma         | Ucraina       | +2:46,1 |
| 10   | Olena Pidhrušna      | Ucraina       | +2:54,6 |

15 febbraio

#### Staffetta 4x6 km
| Pos. | Nazione     | Atlete                                                                | Tempo     |
| ---- | ----------- | --------------------------------------------------------------------- | --------- |
| 1    | Germania    | Vanessa Hinz Maren Hammerschmidt Franziska Hildebrand Laura Dahlmeier | 1:11:16.6 |
| 2    | Ucraina     | Iryna Varvynec' Julija Džyma Anastasija Merkušyna Olena Pidhrušna     | +6.4      |
| 3    | Francia     | Anaïs Chevalier Célia Aymonier Anaïs Chevalier Marie Dorin            | +8.1      |
| 4    | Rep. Ceca   | Jessica Jislová Eva Puskarčíková Veronika Vítková Gabriela Soukalová  | +14.0     |
| 5    | Italia      | Lisa Vittozzi Federica Sanfilippo Alexia Runggaldier Dorothea Wierer  | +36.5     |
| 6    | Svezia      | Mona Brorsson Hanna Öberg Emma Nilsson Anna Magnusson                 | +1:20.4   |
| 7    | Polonia     | Magdalena Gwizdoń Monika Hojnisz Kinga Mitoraj Krystyna Pałka         | +1:23.1   |
| 8    | Slovacchia  | Paulína Fialková Anastasija Kuz'mina Ivona Fialková Jana Gereková     | +1:36.9   |
| 9    | Bielorussia | Nadzeja Skardzina Iryna Kryŭko Nadzeja Pisarava Dar"ja Domračava      | +1:50.7   |
| 10   | Russia      | Ol'ga Podčufarova Svetlana Slepcova Irina Starych Tat'jana Akimova    | +2:15.5   |

17 febbraio

### Misto

#### Staffetta 2x6 km + 2x7,5 km
| Pos. | Nazione   | Atleti                                                             | Tempo      |
| ---- | --------- | ------------------------------------------------------------------ | ---------- |
| 1    | Germania  | Vanessa Hinz Laura Dahlmeier Arnd Peiffer Simon Schempp            | 1:09:06.4  |
| 2    | Francia   | Anaïs Chevalier Marie Dorin Quentin Fillon Maillet Martin Fourcade | 1:09:08.6  |
| 3    | Russia    | Ol'ga Podčufarova Tat'jana Akimova Aleksandr Loginov Anton Šipulin | 1:09:09.6  |
| 4    | Italia    | Lisa Vittozzi Dorothea Wierer Lukas Hofer Dominik Windisch         | 1:09:35.1  |
| 5    | Ucraina   | Olena Pidhrušna Julija Džyma Serhij Semenov Dmytro Pidručnyj       | 1:09:42.0  |
| 6    | Svezia    | Hanna Öberg Anna Magnusson Jesper Nelin Fredrik Lindström          | 1:09:48.00 |
| 7    | Rep. Ceca | Eva Puskarčíková Gabriela Soukalová Ondřej Moravec Michal Krčmář   | 1:09:48.03 |
| 8    | Norvegia  | Marte Olsbu Tiril Eckhoff Johannes Thingnes Bø Emil Hegle Svendsen | 1:09:52.6  |
| 9    | Austria   | Lisa Hauser Fabienne Hartweger Simon Eder Dominik Landertinger     | 1:10:26.6  |
| 10   | Finlandia | Mari Laukkanen Kaisa Mäkäräinen Tuomas Grönman Olli Hiidensalo     | 1:10:45.3  |

9 febbraio

## Medagliere per nazioni
| Pos. | Nazione     | Oro | Argento | Bronzo | Totale |
| ---- | ----------- | --- | ------- | ------ | ------ |
| 1    | Germania    | 7   | 1       | 0      | 8      |
| 2    | Francia     | 1   | 2       | 4      | 7      |
| 3    | Rep. Ceca   | 1   | 2       | 1      | 4      |
| 4    | Stati Uniti | 1   | 1       | 0      | 2      |
| 5    | Russia      | 1   | 0       | 1      | 2      |
| 6    | Norvegia    | 0   | 3       | 1      | 4      |
| 7    | Bielorussia | 0   | 1       | 0      | 1      |
| 7    | Ucraina     | 0   | 1       | 0      | 1      |
| 9    | Austria     | 0   | 0       | 2      | 2      |
| 10   | Finlandia   | 0   | 0       | 1      | 1      |
| 10   | Italia      | 0   | 0       | 1      | 1      |